# The Prog Collective
The Prog Collective — студийный альбом музыкального проекта The Prog Collective, созданного мультиинструменталистом Билли Шервудом. Диск издан в 2012 году. В своем проекте Шервуд привлек к участию многих музыкантов прогрессивного рока. В 2013 году вышел второй альбом под названием Epilogue.

## Об альбоме
Идея создания подобного проекта возникла у Билли Шервуда, мультиинструменталиста, известного по работе со множеством различных групп. Шервуд написал 7 песен, и привлек для записи участников таких групп, как King Crimson, Yes, Asia, Gentle Giant, XTC.

## Список композиций
Автор всех песен и музыки Билли Шервуд.
| №                   | Название               | Длительность |
| ------------------- | ---------------------- | ------------ |
| 1.                  | «The Laws of Nature»   | 7:18         |
| 2.                  | «Over Again»           | 9:03         |
| 3.                  | «The Technical Divide» | 7:54         |
| 4.                  | «Social Circles»       | 8:02         |
| 5.                  | «Buried Beneath»       | 8:11         |
| 6.                  | «Follow the Signs»     | 7:27         |
| 7.                  | «Check Point Karma»    | 7:14         |
| Общая длительность: | Общая длительность:    | 55:09        |

## Чарты
| Чарт (2012)                     | Место |
| ------------------------------- | ----- |
| США Top Heatseekers (Billboard) | 50    |

## Участники записи
The Laws of Nature
- Джон Уэттон — вокал
- Тони Левин — стик, бас-гитара
- Джерри Гудман — скрипка
- Билли Шервуд — бэк-вокал, ударные, гитара, клавишные

Over Again
- Ричард Пейдж — вокал
- Джефф Даунс — клавишные соло
- Билли Шервуд — бэк-вокал, ударные, гитара, клавишные, бас-гитара

The Technical Divide
- Алан Парсонс — вокал
- Крис Сквайр — бас-гитара
- Дэвид Сэнсиус — клавишные соло
- Гэри Грин — соло-гитара
- Билли Шервуд — бэк-вокал, ударные, гитара, клавишные

Social Circles
- Энни Хаслам — вокал
- Питер Бэнкс — соло-гитара
- Билли Шервуд — бэк-вокал, ударные, гитара, клавишные, бас-гитара

Buried Beneath
- Билли Шервуд — вокал, ударные, гитара, бас-гитара
- Ларри Фаст — клавишные
- Стив Хиллидж — гитара

Follow the Signs
- Джон Уэсли — вокал, соло-гитара
- Тони Кэй — клавишные
- Билли Шервуд — бэк-вокал, ударные, гитара, бас-гитара

Check Point Karma
- Колин Моулдинг — вокал
- Рик Уэйкман — клавишные соло
- Билли Шервуд — бэк-вокал, ударные, гитара, клавишные, бас-гитара